# Jafarpur
Jafarpur è una suddivisione dell'India, classificata come census town, di 14.032 abitanti, situata nel distretto dei 24 Pargana Nord, nello stato federato del Bengala Occidentale. In base al numero di abitanti la città rientra nella classe IV (da 10.000 a 19.999 persone).

## Geografia fisica
La città è situata a 22° 19' 15 N e 88° 13' 50 E e ha un'altitudine di 1 m s.l.m..

## Società

### Evoluzione demografica
Al censimento del 2001 la popolazione di Jafarpur assommava a 14.032 persone, delle quali 7.373 maschi e 6.659 femmine. I bambini di età inferiore o uguale ai sei anni assommavano a 994, dei quali 535 maschi e 459 femmine. Infine, coloro che erano in grado di saper almeno leggere e scrivere erano 12.067, dei quali 6.571 maschi e 5.496 femmine.